# Liga Narodów UEFA (2024/2025)/Grupa D2
W Grupie D2 Ligi Narodów UEFA 2024/25 brały udział następujące zespoły:
- Andora
- Malta
- Mołdawia

## Tabela
| Lp. | Drużyna      | M | Z | R | P | B+ | B- | +/– | Pkt | Awans lub kwalifikacja |  | Mołdawia | Malta | Andora |
| --- | ------------ | - | - | - | - | -- | -- | --- | --- | ---------------------- |  | -------- | ----- | ------ |
| 1   | Mołdawia (A) | 4 | 3 | 0 | 1 | 5  | 1  | +4  | 9   | awans do Dywizji C     |  |          | 2–0   | 2–0    |
| 2   | Malta (B)    | 4 | 2 | 1 | 1 | 2  | 2  | 0   | 7   | baraż o awans          |  | 1–0      |       | 0–0    |
| 3   | Andora       | 4 | 0 | 1 | 3 | 0  | 4  | −4  | 1   |                        |  | 0–1      | 0–1   |        |

## Wyniki
| 7 września 2024 | Mołdawia                             | 2:0   | Malta |                                                               |
| 18:00 CEST      | Caimacov 32' · Nicolaescu 45+4' (k.) | (2:0) |       | Stadion Zimbru, Kiszyniów Widzów: 6142 Sędzia: Mykoła Bałakin |

| 10 września 2024 | Andora | 0:1   | Malta         |                                                               |
| 20:45 CEST       |        | (0:1) | 45' Camenzuli | Estadi Nacional, Andora Widzów: 812 Sędzia: Mohammed Al-Hakim |

| 10 października 2024 | Mołdawia                    | 2:0   | Andora |                                                                |
| 20:45 CEST           | Ioniță 31' · Cojocaru 90+5' | (1:0) |        | Stadion Zimbru, Kiszyniów Widzów: 6442 Sędzia: Miloš Milanović |

| 13 października 2024 | Malta          | 1:0   | Mołdawia |                                                             |
| 18:00 CEST           | Teuma 87' (k.) | (0:0) |          | Ta' Qali Stadium, Ta' Qali Widzów: 5745 Sędzia: John Brooks |

| 16 listopada 2024 | Andora | 0:1   | Mołdawia         |                                                           |
| 18:00 CET         |        | (0:0) | 90+2' Postolachi | Estadi Nacional, Andora Widzów: 984 Sędzia: Bułat Sarijew |

| 19 listopada 2024 | Malta | 0:0   | Andora |                                                              |
| 20:45 CET         |       | (0:0) |        | Ta' Qali Stadium, Ta' Qali Widzów: 3142 Sędzia: Luka Bilbija |

## Strzelcy

### 1 gol
- Ryan Camenzuli
- Teddy Teuma
- Mihail Caimacov
- Maxim Cojocaru
- Artur Ioniță
- Ion Nicolaescu
- Virgiliu Postolachi